# Círculo de Friburgo
Círculo de Friburgo (Freiburger Kreis) es el nombre dado a economistas, abogados, cristianos católicos y protestantes que se reunieron mensualmente en Friburgo de Brisgovia. Las reuniones comenzaron en 1938 después de la Noche de los Cristales Rotos en noviembre de este año. Después del fracasado atentado del 20 de julio de 1944 muchos miembros del círculo fueron detenidos, entre ellos Clemens Bauer, Franz Böhm, Constantin von Dietze, Adolf Lampe, Friedrich Justus Perels y Gerhard Ritter.